# Fotbal na Letních olympijských hrách 2020 – turnaj žen
Fotbalový turnaj žen na Letních olympijských hrách 2020 se konal v Tokiu, Kašimě, Saitimě, Sapporu, Sendai a Jokohamě ve dnech od 21. července do 6. srpna 2021.

## Medailistky
| Zlato   | Kanada  |
| Stříbro | Švédsko |
| Bronz   | USA     |

## Základní skupiny
Všechny časy zápasů jsou uvedeny ve středoevropském letním čase (UTC +2).
| Vysvětlivky                                           |
| ----------------------------------------------------- |
| Týmy na prvních dvou místech postupují do čtvrtfinále |
| Vítěz zápasu je tučně zvýrazněn                       |

### Skupina E

#### Tabulka
| Tým            | Z | V | R | P | VG | IG | +/- | B | Výsledek    |
| -------------- | - | - | - | - | -- | -- | --- | - | ----------- |
| Velká Británie | 3 | 2 | 1 | 0 | 4  | 1  | +3  | 7 | čtvrtfinále |
| Kanada         | 3 | 1 | 2 | 0 | 4  | 3  | +1  | 5 | čtvrtfinále |
| Japonsko       | 3 | 1 | 1 | 1 | 2  | 2  | 0   | 4 | čtvrtfinále |
| Chile          | 3 | 0 | 0 | 3 | 1  | 5  | −4  | 0 | vyřazení    |

#### Zápasy
| 21. července 2021 9:30 |        |       |                                                      |
| Velká Británie         | 2 : 0  | Chile | Sapporo Dome, Sapporo rozhodčí: Salima Mukansangaová |
| Whiteová 18', 73'      | Report |       | Sapporo Dome, Sapporo rozhodčí: Salima Mukansangaová |

| 21. července 2021 12:30 |        |                |                                                           |
| Japonsko                | 1 : 1  | Kanada         | Sapporo Dome, Sapporo rozhodčí: Edina Alvesová Batistaová |
| Iwabuchiová 84'         | Report | Sinclairová 6' | Sapporo Dome, Sapporo rozhodčí: Edina Alvesová Batistaová |

| 24. července 2021 9:30 |        |                    |                                                   |
| Chile                  | 1 : 2  | Kanada             | Sapporo Dome, Sapporo rozhodčí: Esther Staubliová |
| Arayaová 57' (pen.)    | Report | Beckieová 39', 47' | Sapporo Dome, Sapporo rozhodčí: Esther Staubliová |

| 24. července 2021 12:30 |        |                |                                                        |
| Japonsko                | 0 : 1  | Velká Británie | Sapporo Dome, Sapporo rozhodčí: Anastasia Pustovojtová |
|                         | Report | Whiteová 74'   | Sapporo Dome, Sapporo rozhodčí: Anastasia Pustovojtová |

| 27. července 2021 13:00 |        |               |                                                                |
| Chile                   | 0 : 1  | Japonsko      | Miyagi Stadium, Rifu diváci: 1 326 rozhodčí: Melissa Borjasová |
|                         | Report | Tanakaová 77' | Miyagi Stadium, Rifu diváci: 1 326 rozhodčí: Melissa Borjasová |

| 27. července 2021 13:00 |        |                     |                                                     |
| Kanada                  | 1 : 1  | Velká Británie      | Kašima Stadium, Kašima rozhodčí: Kateryna Monzulová |
| Leonová 55'             | Report | Princeová 85' (vl.) | Kašima Stadium, Kašima rozhodčí: Kateryna Monzulová |

### Skupina F

#### Tabulka
| Tým        | Z | V | R | P | VG | IG | +/- | B | Výsledek    |
| ---------- | - | - | - | - | -- | -- | --- | - | ----------- |
| Nizozemsko | 3 | 2 | 1 | 0 | 21 | 8  | +13 | 7 | čtvrtfinále |
| Brazílie   | 3 | 2 | 1 | 0 | 9  | 3  | +6  | 7 | čtvrtfinále |
| Zambie     | 3 | 0 | 1 | 2 | 7  | 15 | −8  | 1 | vyřazení    |
| Čína       | 3 | 0 | 1 | 2 | 6  | 17 | −11 | 1 | vyřazení    |

#### Zápasy
| 21. července 2021 10:00 |        |                                                           |                                                                 |
| Čína                    | 0 : 5  | Brazílie                                                  | Miyagi Stadium, Rifu diváci: 1 645 rozhodčí: Kateryna Monzulová |
|                         | Report | Marta 9', 74' Debinha 22' Andressa 82' (pen.) Beatriz 89' | Miyagi Stadium, Rifu diváci: 1 645 rozhodčí: Kateryna Monzulová |

| 21. července 2021 13:00 |        | |                                                                |
| Zambie                  | 3 : 10 | Nizozemsko | Miyagi Stadium, Rifu diváci: 1 822 rozhodčí: Laura Fortunatová |
| Bandaová 19', 82', 83'  | Report | Miedemaová 9', 15', 29', 59' Martensová 14', 38' Van de Sandenová 44' Roordová 64' Beerensteynová 75' Pelovaová 80' | Miyagi Stadium, Rifu diváci: 1 822 rozhodčí: Laura Fortunatová |

| 24. července 2021 10:00                 |        |                                                 |                                                                |
| Čína                                    | 4 : 4  | Zambie                                          | Miyagi Stadium, Rifu diváci: 2 212 rozhodčí: Melissa Borjasová |
| Wang Shuangová 6', 22', 23', 83' (pen.) | Report | Kundananjiová 15' Bandaová 42' (pen.), 46', 69' | Miyagi Stadium, Rifu diváci: 2 212 rozhodčí: Melissa Borjasová |

| 24. července 2021 13:00           |        |                                          |                                                               |
| Nizozemsko                        | 3 : 3  | Brazílie                                 | Miyagi Stadium, Rifu diváci: 2 621 rozhodčí: Kate Jacewiczová |
| Miedemaová 3', 59' Janssenová 79' | Report | Debinha 16' Marta 65' (pen.) Ludmila 68' | Miyagi Stadium, Rifu diváci: 2 621 rozhodčí: Kate Jacewiczová |

| 27. července 2021 13:30                                                                              |        |                                        |                                                         |
| Nizozemsko                                                                                           | 8 : 2  | Čína                                   | Nissan Stadium, Jokohama rozhodčí: Salima Mukansangaová |
| Van de Sandenová 12' Beerensteynová 37', 45+2' Martensová 47', 70' Miedemaová 65', 76' Pelovaová 71' | Report | Wang Shansanová 28' Wang Yanwenová 69' | Nissan Stadium, Jokohama rozhodčí: Salima Mukansangaová |

| 27. července 2021 |        |        |                                                              |
| Brazílie          | 1 : 0  | Zambie | Saitama Stadium 2002, Saitama rozhodčí: Yoshimi Yamashitaová |
| Andressa 19'      | Report |        | Saitama Stadium 2002, Saitama rozhodčí: Yoshimi Yamashitaová |

### Skupina G

#### Tabulka
| Tým         | Z | V | R | P | VG | IG | +/- | B | Výsledek    |
| ----------- | - | - | - | - | -- | -- | --- | - | ----------- |
| Švédsko     | 3 | 3 | 0 | 0 | 9  | 2  | +7  | 9 | čtvrtfinále |
| USA         | 3 | 1 | 1 | 1 | 6  | 4  | +2  | 4 | čtvrtfinále |
| Austrálie   | 3 | 1 | 1 | 1 | 4  | 5  | −1  | 4 | čtvrtfinále |
| Nový Zéland | 3 | 0 | 0 | 3 | 2  | 10 | −8  | 0 | vyřazení    |

#### Zápasy
| 21. července 2021 10:30                |        |     |                                                     |
| Švédsko                                | 3 : 0  | USA | Tokio Stadium, Tokio rozhodčí: Yoshimi Yamashitaová |
| Blacksteniusová 25', 54' Hurtigová 72' | Report |     | Tokio Stadium, Tokio rozhodčí: Yoshimi Yamashitaová |

| 21. července 2021 13:30   |        |                 |                                                  |
| Austrálie                 | 2 : 1  | Nový Zéland     | Tokio Stadium, Tokio rozhodčí: Lucila Venegasová |
| Yallopová 20' Kerrová 33' | Report | Rennieová 90+1' | Tokio Stadium, Tokio rozhodčí: Lucila Venegasová |

| 24. července 2021 10:30                             |        |                  |                                                                   |
| Švédsko                                             | 4 : 2  | Austrálie        | Saitama Stadium 2002, Saitama rozhodčí: Edina Alvesová Batistaová |
| Rolföová 20', 63' Hurtigová 52' Blacksteniusová 82' | Report | Kerrová 36', 48' | Saitama Stadium 2002, Saitama rozhodčí: Edina Alvesová Batistaová |

| 24. července 2021 13:30 |        |                                                                                              |                                                               |
| Nový Zéland             | 1 : 6  | USA                                                                                          | Saitama Stadium 2002, Saitama rozhodčí: Stéphanie Frappartová |
| Hassettová 72'          | Report | Lavalleová 9' Horanová 45' Ercegová 63' (vl.) Pressová 80' Morganová 87' Bottová 90+3' (vl.) | Saitama Stadium 2002, Saitama rozhodčí: Stéphanie Frappartová |

| 27. července 2021 10:00 |        |                               |                                                              |
| Nový Zéland             | 0 : 2  | Švédsko                       | Miyagi Stadium, Rifu diváci: 884 rozhodčí: Laura Fortunatová |
|                         | Report | Anvegårdová 17' Janogyová 29' | Miyagi Stadium, Rifu diváci: 884 rozhodčí: Laura Fortunatová |

| 27. července 2021 10:00 |        |           |                                                         |
| USA                     | 0 : 0  | Austrálie | Kašima Stadium, Kašima rozhodčí: Anastasia Pustovojtová |
|                         | Report |           | Kašima Stadium, Kašima rozhodčí: Anastasia Pustovojtová |

### Pořadí týmů na 3. místech
| Poř. | Tým                       | Z | V | R | P | VB | OB | +/- | B | Výsledek    |
| ---- | ------------------------- | - | - | - | - | -- | -- | --- | - | ----------- |
| 1.   | Japonsko 3. ve skupině E  | 3 | 1 | 1 | 1 | 2  | 2  | 0   | 4 | čtvrtfinále |
| 2.   | Austrálie 3. ve skupině G | 3 | 1 | 1 | 1 | 4  | 5  | −1  | 4 | čtvrtfinále |
| 3.   | Zambie 3. ve skupině F    | 3 | 0 | 1 | 2 | 7  | 15 | −8  | 1 | vyřazení    |

## Vyřazovací fáze
Všechny časy zápasů jsou uvedeny ve středoevropském letním čase (UTC +2).

### Pavouk
|  | Čtvrtfinále                  | Čtvrtfinále            |                          |       | Semifinále  | Semifinále  |  |  | Finále                 | Finále |
|  |                              |                        |                          |       |             |             |  |  |                        |        |
|  | 30. července 2021 – Kašima   |                        |                          |       |             |             |  |  |                        |        |
|  |                              |                        |                          |       |             |             |  |  |                        |        |
|  | Velká Británie               | 3                      |                          |       |             |             |  |  |                        |        |
|  | Velká Británie               | 3                      | 2. srpna 2021 – Jokohama |       |             |             |  |  |                        |        |
|  | Austrálie (prod.)            | 4                      |                          |       |             |             |  |  |                        |        |
|  | Austrálie (prod.)            | 4                      | Austrálie                | 0     |             |             |  |  |                        |        |
|  | 30. července 2021 – Saitama  |                        | Austrálie                | 0     |             |             |  |  |                        |        |
|  |                              | Švédsko                | 1                        |       |             |             |  |  |                        |        |
|  | Švédsko                      | Švédsko                | 1                        | 3     |             |             |  |  |                        |        |
|  | Švédsko                      |                        | 6. srpna 2021 – Tokio    | 3     |             |             |  |  |                        |        |
|  | Japonsko                     | 1                      |                          |       |             |             |  |  |                        |        |
|  | Japonsko                     | 1                      | Švédsko                  | 1 (2) |             |             |  |  |                        |        |
|  | 30. července 2021 – Jokohama |                        | Švédsko                  | 1 (2) |             |             |  |  |                        |        |
|  |                              | Kanada (pen.)          | 1 (3)                    |       |             |             |  |  |                        |        |
|  | Nizozemsko                   | Kanada (pen.)          | 1 (3)                    | 2 (2) |             |             |  |  |                        |        |
|  | Nizozemsko                   | 2. srpna 2021 – Kašima |                          | 2 (2) |             |             |  |  |                        |        |
|  | USA (pen.)                   | 2 (4)                  |                          |       |             |             |  |  |                        |        |
|  | USA (pen.)                   | 2 (4)                  | USA                      | 0     | Třetí místo | Třetí místo |  |  |                        |        |
|  | 30. července 2021 – Rifu     |                        | USA                      | 0     | Třetí místo | Třetí místo |  |  |                        |        |
|  |                              | Kanada                 | 1                        |       |             |             |  |  |                        |        |
|  | Kanada (pen.)                | Kanada                 | 1                        | 0 (4) | Austrálie   | 3           |  |  |                        |        |
|  | Kanada (pen.)                |                        |                          | 0 (4) | Austrálie   | 3           |  |  |                        |        |
|  | Brazílie                     | 0 (3)                  |                          | USA   | 4           |             |  |  |                        |        |
|  | Brazílie                     | 0 (3)                  |                          |       | 4           |             |  |  |                        |        |
|  |                              |                        |                          |       |             |             |  |  | 5. srpna 2021 – Kašima |        |
|  |                              |                        |                          |       |             |             |  |  |                        |        |

### Čtvrtfinále

#### Zápasy
| 30. července 2021 10:00 |        |          |                                                                    |
| Kanada                  | 0 : 0  | Brazílie | Miyagi Stadium, Rifu diváci: 3 403 rozhodčí: Stéphanie Frappartová |
|                         | Report |          | Miyagi Stadium, Rifu diváci: 3 403 rozhodčí: Stéphanie Frappartová |

|                                                     |       | Penaltový rozstřel                    |  |
| Sinclairová Flemingová Lawrencová Leonová Gillesová | 4 : 3 | Marta Debinha Érika Andressa Rafaelle |  |

| 30. července 2021 11:00 |               |                                                 |                                                       |
| Velká Británie          | 3 : 4 (prod.) | Austrálie                                       | Kašima Stadium, Kašima rozhodčí: Salima Mukansangaová |
| Whiteová 57', 66', 115' | Report        | Kennedyová 35' Kerrová 89', 106' Fowlerová 103' | Kašima Stadium, Kašima rozhodčí: Salima Mukansangaová |

| 30. července 2021 12:00                           |        |               |                                                           |
| Švédsko                                           | 3 : 1  | Japonsko      | Saitama Stadium 2002, Saitama rozhodčí: Lucila Venegasová |
| Erikssonová 7' Blacksteniusová 53' Asllaniová 68' | Report | Tanakaová 23' | Saitama Stadium 2002, Saitama rozhodčí: Lucila Venegasová |

| 30. července 2021 13:00 |        |                                 |                                                     |
| Nizozemsko              | 2 : 2  | USA                             | Nissan Stadium, Jokohama rozhodčí: Kate Jacewiczová |
| Miedemaová 18', 54'     | Report | S. Mewisová 28' Williamsová 31' | Nissan Stadium, Jokohama rozhodčí: Kate Jacewiczová |

|                                                  |       | Penaltový rozstřel                       |  |
| Miedemaová Janssenová Van der Gragtová Nouwenová | 2 : 4 | Lavelleová Morganová Pressová Rapinoeová |  |

### Semifinále

#### Zápasy
| 2. srpna 2021 10:00 |        |                       |                                                     |
| USA                 | 0 : 1  | Kanada                | Kašima Stadium, Kašima rozhodčí: Kateryna Monzulová |
|                     | Report | Flemingová 75' (pen.) | Kašima Stadium, Kašima rozhodčí: Kateryna Monzulová |

| 2. srpna 2021 13:00 |        |              |                                                      |
| Austrálie           | 0 : 1  | Švédsko      | Nissan Stadium, Jokohama rozhodčí: Melissa Borjasová |
|                     | Report | Rolföová 46' | Nissan Stadium, Jokohama rozhodčí: Melissa Borjasová |

### O 3. místo
| 5. srpna 2021 10:00                     |        |                                        |                                                    |
| Austrálie                               | 3 : 4  | USA                                    | Kašima Stadium, Kašima rozhodčí: Laura Fortunatová |
| Kerrová 17' Foordová 54' Gielniková 90' | Report | Rapinoeová 8', 21' Lloydová 45+1', 51' | Kašima Stadium, Kašima rozhodčí: Laura Fortunatová |

### Finále
| 6. srpna 2021 14:00 |        |                |                                                            |
| Švédsko             | 1 : 1  | Kanada         | Olympijský stadion, Tokio rozhodčí: Anastasia Pustovojtová |
| Blacksteniusová 34' | Report | Flemingová 66' | Olympijský stadion, Tokio rozhodčí: Anastasia Pustovojtová |

|                                                                  |       | Penaltový rozstřel                                       |  |
| Asllaniová Björnová Schoughová Anvegårdová Segerová Anderssonová | 2 : 3 | Flemingová Lawrencová Gillesová Leonová Roseová Grossová |  |